# Rolls-Royce Buzzard
Роллс-Ройс Базард (англ. Rolls-Royce Buzzard), відомий також під літерою H — британський поршневий авіаційний двигун, розроблений фірмою Rolls-Royce Limited наприкінці 20-х рр. XX ст. Відповідно до фірмової системи найменувань, був названий на честь хижого птаха — звичайного канюка.
Buzzard розроблявся як збільшена у співвідношенні 6:5 версія Kestrel  і являв собою класичний V-подібний 12-циліндровый двигун об’ємом 36,7 л и номінальною потужністю близько 800 к.с.
Подальшим розвитком Buzzard став знаменитый двигун «R», створений для участі у змаганнях на Кубок Шнейдера.

## Варіанти
Buzzard IMS, (H.XIMS)
(1927), максимальна потужність 955 к.с. (712 кВт), зроблено 9 штук.
Buzzard IIMS, (H.XIIMS)
(1932-33), передатне відношення редуктора 0,553:1, максимальна потужність 955 к.с. (712 кВт), зроблено 69.
Buzzard IIIMS, (H.XIVMS)
(1931-33), максимальна потужність 937 к.с. (699 кВт), передатне відношення 0.477:1, зроблено 22.

## Застосування

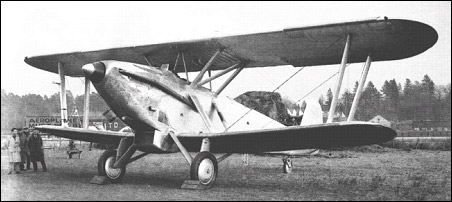
Єдиний екземпляр Vickers Type 207, оснащений двигуном Buzzard (приблизно 1933 р.)

Buzzard випускався невеликою серією і не знайшов широкого застосування. Всього було продано близько 100 одиниць.
- Blackburn Iris
- Blackburn M.1/30
- Blackburn Perth
- Handley Page H.P.46
- Hawker Horsley
- Kawanishi H3K
- Short Singapore I
- Short Sarafand
- Vickers Type 207

## Специфікація (Buzzard IMS)
Шаблон:Pistonspecs

### Споріднені розробки
- Rolls-Royce Kestrel
- Rolls-Royce R

### Схожі двигуни
- Daimler-Benz DB 600
- Fiat AS.3
- Rolls-Royce Griffon